# 황태자비
황태자비(皇太子妃) 또는 왕태자비(王太子妃)는 황태자와 왕태자의 아내를 지칭하는 말이다. 동궁비(東宮妃), 하루노미야비(春宮妃)라고도 불린다.

## 일본
2021년 현재 일본에는 황태자가 없어서 황태자비는 공석이다. 마지막 황태자비는 지금의 마사코 황후였다.

## 대한제국
대한제국 순종의 첫 아내 민씨(1904년 사망, 순명효황후로 추증)이다. 1989년 이방자(李方子, 의민황태자비)의 사망시, 황태자비에 준한 예로 장례식이 치러졌다.

## 같이 보기
- 왕비 (일본 황실)
- 왕세자빈